# Алоко (Болоња)
Алоко је насеље у Италији у округу Болоња, региону Емилија-Ромања.
Према процени из 2011. у насељу је живело 243 становника. Насеље се налази на надморској висини од 201 м.